# Jednostki Wojskowe Wsparcia Produkcji
Jednostki Wojskowe Wsparcia Produkcji (hiszp. Unidades Militares de Ayuda a la Producción, UMAP ) – rolnicze obozy pracy przymusowej prowadzone przez rewolucyjny rząd kubański od listopada 1965 do lipca 1968 w prowincji Camagüey.
Obozy UMAP służyły jako forma pracy przymusowej dla Kubańczyków, którzy nie mogli służyć w wojsku ze względu orientację seksualną, działalność w opozycji czy odmowę służby wojskowej ze względów religijnych. Nazwa używana w oficjalnej nomenklaturze miała zakłamywać oficjalny cel działalności obozów i jak zauważył historyk Abel Sierra Madero: „Hybrydowa struktura obozów pracy przy jednostkach wojskowych służyła zamaskowaniu ich prawdziwych celów i zdystansowaniu UMAP od konceptu pracy przymusowej”.

## Warunki
Wielu więźniów stanowili homoseksualiści, Świadkowie Jehowy, Adwentyści Dnia Siódmego, księża katoliccy i duchowni protestanccy, intelektualiści, rolnicy sprzeciwiający się kolektywizacji, a także wszystkie inne osoby uważane za „antyspołeczne” lub „kontrrewolucyjne”. Były agent kubańskiego wywiadu, Norberto Fuentes, oszacował, że z około 35 000 internowanych, 507 trafiło na oddziały psychiatryczne, 72 zmarło w wyniku tortur, a 180 popełniło samobójstwo. Raport Organizacji Państw Amerykańskich dotyczący praw człowieka z 1967 r. wykazał, że ponad 30 000 internowanych „zmuszono do bezpłatnej pracy w państwowych gospodarstwach rolnych od 10 do 12 godzin dziennie, od wschodu do zachodu słońca, siedem dni w tygodniu, przy wyżywieniu opartym na zepsutej żywności i niezdrowej wodzie, w zatłoczonych barakach, przy braku prądu, latryn, pryszniców, a więźniowie byli traktowani tak samo jak więźniowie polityczni”. W raporcie stwierdza się, że dwoma celami obozów UMAP było „ułatwianie państwu wymuszania bezpłatnej pracy” i „karanie młodych ludzi, którzy odmawiali wstąpienia do organizacji komunistycznych”. Rząd kubański utrzymywał, że UMAP nie były obozami pracy, ale częścią służby wojskowej.

## Stosunek F. Castro po latach
W wywiadzie dla La Jornada z 2010 roku Fidel Castro przyznał w odpowiedzi na pytanie dotyczące obozów UMAP, że „Tak, były to momenty wielkiej niesprawiedliwości, wielkiej niesprawiedliwości!”.